# 5 Dywizja Zapasowa (Cesarstwo Niemieckie)
5 Dywizja Zapasowa (niem. 5. Ersatz-Division) – niemiecki związek taktyczny okresu Cesarstwa Niemieckiego, sformowany w czerwcu 1915.

## Skład 3 czerwca 1915
- 2.Reserve-Ersatz-Brigade
  - Reserve-Ersatz-Infanterie-Regiment Nr. 3
  - Reserve-Ersatz-Infanterie-Regiment Nr. 4
- 37.Landwehr-Brigade
  - Landwehr-Infanterie-Regiment Nr. 73
  - Landwehr-Infanterie-Regiment Nr. 74
- 2.Landwehr-Eskadron/VIII. Armeekorps
- 2.Landwehr-Eskadron/X. Armeekorps
- 2.Landwehr-Eskadron/I. Bayerisches Armeekorps
- 2.Landsturm-Eskadron/II. Bayerisches Armeekorps
- Ersatz-Abteilung/2. Hannoversches Feldartillerie-Regiment Nr. 26
- 3.Kompanie/2. Westfälisches (Festungs-) Pionier-Bataillon Nr. 24
- 2.Landsturm-Pionier-Kompanie/IX. Armeekorps

## Skład 15 listopada 1916
- 37.Landwehr-Brigade
  - Landwehr-Infanterie-Regiment Nr. 73
  - Landwehr-Infanterie-Regiment Nr. 74
  - Reserve-Ersatz-Infanterie-Regiment Nr. 3
- 1.Eskadron/2. Hannoversches Dragoner-Regiment Nr. 16
- Feldartillerie-Abteilung Nr. 102
- 2.Landsturm-Pionier-Kompanie/IX. Armeekorps
- Minenwerfer-Kompanie Nr. 405

## Skład 1 stycznia 1918
- 37.Landwehr-Brigade
  - Landwehr-Infanterie-Regiment Nr. 73
  - Landwehr-Infanterie-Regiment Nr. 74
  - Landsturm-Infanterie-Regiment Nr. 8
- 1.Eskadron/2. Hannoversches Dragoner-Regiment Nr. 16
- Feldartillerie-Abteilung Nr. 102
- 2.Landsturm-Pionier-Kompanie/IX. Armeekorps
- Minenwerfer-Kompanie Nr. 405
- Divisions-Nachrichten-Kommandeur 6